# Gedwongen trilling
Een gedwongen trilling is een trilling in een voorwerp of constructie die optreedt onder invloed van een (meestal periodieke) kracht van buitenaf. Deze kracht van buitenaf kan bijvoorbeeld de directe aanstoting door een ander, regelmatig bewegend voorwerp (bijvoorbeeld een actuator) zijn. Datgene wat van buitenaf de trilling in gang brengt wordt ook wel de excitator genoemd, hetgeen dat trilt heet ook wel de oscillator.
De term "gedwongen trilling" om onderscheid te maken met een vrije trilling, een trilling bij een resonantiefrequentie. Een gedwongen trilling treedt dus op bij een frequentie anders dan een resonantiefrequentie.
Zonder demping blijft een vrije trilling zonder verdere excitatie in stand, terwijl voor een gedwongen trilling een uitwendige oorzaak nodig is die de trilling in stand houdt.

## Excitator stopt
Als de excitator stopt met de aandrijving van de trilling, stopt een gedwongen trilling ook direct en gaat over in een trilling bij een van de resonantiefrequenties van het voorwerp ligt, en afhankelijk van de demping na kortere of langere tijd terugkeren naar de rustpositie. Naarmate de frequentie van de gedwongen trilling echter verder van die resonantiefrequentie afligt, zal het voorwerp sneller tot rust komen.
Bij mechanische constructies (gebouwen, bruggen, machines, e.d.) is het daarom belangrijk dat de frequenties van gedwongen trillingen (die bijvoorbeeld door verkeer worden voortgebracht) zo ver mogelijk van de resonantiefrequentie(s) van die constructie af liggen. Mocht om een of andere, niet voorziene reden, de constructie toch in de buurt van de resonantiefrequentie geëxciteerd kunnen worden, dan is het van belang dat die trilling "kritisch gedempt" is, waardoor de trilling zeer snel stopt en er geen vermoeiing van het materiaal optreedt. Is de demping te gering, dan wordt de amplitude van de trilling steeds groter, hetgeen kan leiden tot een resonantiecatastrofe.

## Voorbeelden
Een voorbeeld uit het alledaagse leven van een gedwongen trilling is het trillen van een luidsprekerconus. Ook een massaveersysteem dat een uitwendige periodieke kracht ondervindt voert hierdoor een gedwongen trilling uit.

## Toepassingen
Uit proeven is gebleken dat de dempingsconstante van sommige kunststoffen het beste kan worden bepaald aan de hand van gedwongen trillingen. Dit gebeurt met behulp van onder meer een magneet, een krachtcel, een ingeklemde ligger en een accelerometer die de doorgegeven trilling omzet in een elektrisch signaal.